# 곽채진
곽채진(郭採鎭, 1973년 3월 1일 ~ )은 전 한국프로야구 삼성 라이온즈, 해태 타이거즈, KIA 타이거즈, 두산 베어스의 투수이다. 고양 원더스의 코치를 지냈으며, 현재는 언북중학교 야구부 감독이다.

## 출신 학교
- 영덕초등학교
- 경주중학교
- 경주고등학교